# Timbiriche 11
Timbiriche 11 es el undécimo álbum (primero de la nueva etapa) de Timbiriche donde se cambiaron radicalmente los ritmos y la imagen del grupo. Este disco no alcanzó los estándares de fama y ventas de sus antecesores, pero tuvo cierta difusión en México, logrando atraer a generaciones más jóvenes. Presentado en marzo de 1992, dio a conocer a la nueva generación y los nuevos integrantes de la banda: Alexa Lozano, Lorena Shelley, Tannya Velasco, Daniel Gaytán y Kenya Hijuelos (esta última fue sustituida antes de la presentación del disco por Jean Duverger).
El álbum, a pesar de tantos rumores sobre la próxima perdición de Timbiriche, tuvo buenas ventas, obteniendo un disco de oro e incluyendo hits como Ay Amor... Amor, Tierra Dorada y Piel A Piel.

## Idea original
Los contemplados para esta nueva producción serían: Diego, Silvia, y Claudio, con cuatro nuevos elementos: Lorena en lugar de Paulina, Daniel en lugar de Erick, Tannya en lugar de Bibi y por último Kenya en lugar de Edith. Alexa Lozano primero había audicionado para el lugar de Edith, pero Diego encuentra a Kenya y le es rápidamente ortogado un lugar en Timbiriche. A pesar de esta decisión Alexa por el lado de los productores es también contemplada y estos votan a favor de ella, por ello Claudio es expulsado por un falso durante la primera junta, siendo su lugar otorgado finalmente a Alexa.
En esta primera junta, la idea para este disco era crear un nuevo concepto, pues esta vez serían 5 mujeres y 2 hombres quienes integrarían Timbiriche. Los productores también deciden uniformar a los integrantes para no tener trampolín de solistas.
El disco contiene ritmos tropicales, un poco de rap, así como el ya conocido pop y unas baladas. En éste también deciden no dar canciones solistas para los integrantes, porque no querían trampolín de solistas, la única canción en solitario es Vanidosa interpretada por Diego por derecho de antigüedad.
Todo estaba preparado para la presentación, pero a dos días de esta los productores despiden a Kenya Hijuelos debido a problemas existentes con las demás integrantes, esto le costaría a Kenya el no reconocimiento como integrante de Timbiriche, por lo que de último momento incorporan a Jean Duverger, y regresar con la alineación de 4 mujeres y 3 hombres en Timbiriche.
Timbiriche 11 es presentado en una entrega de Premios de la revista "ERES" y posteriormente en Siempre en Domingo, donde participaron ex-Timbiriches para dar la presentación a los nuevos elementos.
El grupo Realizó algunas giras por toda la república mexicana, con un éxito medio, Piel A Piel, Tierra Dorada y la balada Ay amor...Amor sonaron fuertemente en la radio, acompañados de algunos otros sencillos.

## Lista de canciones
En la edición original en CD, las canciones Sólo te quiero a ti y Fuera de control aparecen ambas en el track #7, separadas por 20 segundos de silencio.
En la reedición estos temas fueron separados, con Sólo te quiero a ti en el track #7, y Fuera de control en el #8. La reedición omite los bonus track originales (mixes de El juego y Sólo te quiero a ti).
| Timbiriche 11 |                                                              |                                    |          |  |
| N.º           | Título                                                       | Escritor(es)                       | Duración |  |
| 1.            | «Solo quiero estar contigo» (Todos (2.ª voz: Lorena))        | Anahí, Memo Méndez, Gerardo García | 5:19     |  |
| 2.            | «Vanidosa» (Diego)                                           | Bibi Cross, Anahí, Steve Deutse    | 3:29     |  |
| 3.            | «Ay amor... amor» (Todos (2.ª voz: Tannya))                  | Paulyna Carraz, Memo Méndez        | 4:30     |  |
| 4.            | «Flotando en tu piel» (Lorena, Kenya, Alexa, Silvia, Tannya) | Gerardo García                     | 3:16     |  |
| 5.            | «Piel a piel» (Todos)                                        | Anahí, Memo Méndez                 | 3:51     |  |
| 6.            | «El juego» (Todos)                                           | Anahí, Memo Méndez, Elton Ahi      | 5:35     |  |
| 7.            | «Solo te quiero a ti» (Todos)                                | Memo Méndez Guiu                   | 4:17     |  |
| 8.            | «Fuera de control» (Todos)                                   | Anahí, Memo Méndez Guiu            | 5:42     |  |
| 9.            | «Derecho y al revés» (Daniel, Alexa, Diego, Tannya)          | Paulyna Carraz, Memo Méndez        | 4:25     |  |
| 10.           | «Tierra dorada» (Todos)                                      | Memo Méndez Guiu, Gerardo García   | 3:14     |  |
| 11.           | «Loco por tu amor» (Diego y Daniel)                          | Memo Méndez Guiu                   | 3:02     |  |
| 12.           | «Que nos vaya bien» (Todos)                                  | Memo Méndez Guiu                   | 5:00     |  |
| 13.           | «El juego (Dance Mix)» (Todos)                               | Anahí, Memo Méndez, Elton Ahi      | 6:28     |  |
| 14.           | «Sólo te quiero a ti (House)» (Todos)                        | Memo Méndez Guiu                   | 7:36     |  |

## Sencillos
1. Vanidosa (#7 México Top 100)
2. Solo Te Quiero A Ti (#3 México Top 100)
3. Ay Amor... Amor (#1 México Top 100)
4. Tierra Dorada (#1 México Top 100)
5. Piel A Piel (#2 México Top 100)

## Integrantes
- Diego, Lorena, Kenya, Alexa, Tannya, Silvia, Daniel.